# Irene Soltwedel-Schäfer
Irene Barbara Lilia Soltwedel-Schäfer (* 28. Januar 1955 in Celle) ist eine deutsche Politikerin und Unternehmerin. Sie war Abgeordnete der Grünen im Hessischen Landtag und im Europaparlament (1994–1999).

## Leben
Vom 5. April 1987 bis zum 18. Juli 1994 war sie Mitglied im hessischen Landtag und dort in der 12. Wahlperiode Vorsitzende des Ausschusses für Landwirtschaft und Forsten. Nach der Wahl in das Europaparlament legte sie ihr Mandat im Landtag nieder. Nachfolgerin wurde Margareta Wolf. Im Europaparlament war sie Vorsitzende des Währungsausschusses.
Soltwedel-Schäfer betreibt mit Adolf Schäfer die Firma European Communication, die hilft, Projektanträge an die EU zu stellen. Unter anderem arbeitet sie dabei mit der Deutschen Blindenstudienanstalt (blista) in Marburg zusammen.
Als Politikerin setzte sie sich unter anderem mit BSE auseinander und veröffentlichte mit der Tierärztin Kari Köster-Lösche ein Buch über die Gefahren der Seuche. Ein weiterer wichtiger Punkt in ihrer früheren Laufbahn als Europaabgeordnete war der Einsatz für die Landrechte der Indianer in Kanada.

## Werke
- Zusammen mit Kari Köster-Lösche: Das BSE-Komplott: das Protokoll des kalkulierten Wahnsinns. Stiftung Ökologie und Landbau, Bad Dürkheim 2001, ISBN 3-934499-35-X.